# Linguee
Linguee — це онлайн-двомовний конкорданс, який надає онлайн-словник для кількох мовних пар, включаючи багато двомовних пар речень. Як допоміжний засіб перекладу Linguee відрізняється від таких служб машинного перекладу, як Babel Fish, і за функціями більше схожий на пам’ять перекладів. Linguee управляється кельнською компанією DeepL GmbH (раніше Linguee GmbH), яка була заснована в Кельні в грудні 2008 року.

## Технології
Linguee використовує спеціалізовані веб-сканери для пошуку в Інтернеті відповідних двомовних текстів і розділення їх на паралельні речення. Виявлені парні речення проходять автоматичну оцінку якості за допомогою навченого людиною алгоритму машинного навчання, який оцінює якість перекладу. Користувач може встановити кількість пар за допомогою нечіткого пошуку, доступ і рейтинг результатів пошуку з попереднім забезпеченням якості та відповідністю залежить від терміну пошуку. Користувачі також можуть оцінювати переклади вручну, щоб система машинного навчання постійно навчалася.

## Історія
Linguee став піонером двомовного онлайн-конкордансу. Концепція, що лежить в її основі, була задумана восени 2007 року колишнім співробітником Google Гереоном Фралінгом і розроблена наступного року разом з Леонардом Фінком.  Бізнес-ідея була відзначена в 2008 році головним призом конкурсу, заснованого Федеральним міністерством економіки та технологій Німеччини.  У квітні 2009 року веб-сервіс став доступним для громадськості. Linguee управляється компанією DeepL GmbH (раніше Linguee GmbH), розташованою в Кельні.
У 2017 році команда співробітників Linguee навколо Ярослава Кутиловського розробила та запустила DeepL Translator, безкоштовний перекладацький сервіс, здатний перекладати на сім основних європейських мов і з них.   Відтоді DeepL було поступово розширено, щоб запропонувати 24 мови та 552 мовні пари. Зі збільшенням уваги до продукту (DeepL) Фралінг у 2019 році вирішив залишити компанію.  У 2021 році Кутиловський реструктурував компанію в Societas Europaea DeepL SE. 